# Associazione Calcio Padova 1955-1956
Questa pagina raccoglie i dati riguardanti l'Associazione Calcio Padova nelle competizioni ufficiali della stagione 1955-1956.

## Stagione
Il Padova nella Serie A 1955-1956 si classificò all'ottavo posto con 34 punti.

## Rosa
| N. |                   | Ruolo | Calciatore          |
| -- | ----------------- | ----- | ------------------- |
|    | Italia (bandiera) | P     | Giorgio Bolognesi   |
|    | Italia (bandiera) | P     | Giuseppe Casari     |
|    | Italia (bandiera) | D     | Giovanni Azzini     |
|    | Italia (bandiera) | D     | Ivano Blason        |
|    | Italia (bandiera) | D     | Alessio Nicolè      |
|    | Italia (bandiera) | D     | Benito Sarti        |
|    | Italia (bandiera) | D     | Aurelio Scagnellato |
|    | Italia (bandiera) | D     | Gastone Zanon       |
|    | Italia (bandiera) | D     | Corrado Zorzin      |
|    | Italia (bandiera) | C     | Marcello Agnoletto  |
|    | Italia (bandiera) | C     | Silvano Chiumento   |

| N. |                     | Ruolo | Calciatore         |
| -- | ------------------- | ----- | ------------------ |
|    | Italia (bandiera)   | C     | Franco Mori        |
|    | Italia (bandiera)   | C     | Silvano Moro       |
|    | Italia (bandiera)   | C     | Sergio Pison       |
|    | Italia (bandiera)   | C     | Antonio Seffusatti |
|    | Italia (bandiera)   | A     | Amedeo Bonistalli  |
|    | Italia (bandiera)   | A     | Natalino Guarini   |
|    | Italia (bandiera)   | A     | Bruno Novello      |
|    | Paraguay (bandiera) | A     | José Parodi        |
|    | Italia (bandiera)   | A     | Silvio Smersy      |
|    | Italia (bandiera)   | A     | Giorgio Stivanello |

## Risultati

### Serie A

#### Girone di andata
| 18 settembre 1955 1ª giornata | Padova | 1 – 2 | Lazio |  |

| 25 settembre 1955 2ª giornata | Fiorentina | 1 – 0 | Padova |  |

| 2 ottobre 1955 3ª giornata | Padova | 1 – 5 | Milan |  |

| 9 ottobre 1955 4ª giornata | Lanerossi Vicenza | 0 – 0 | Padova |  |

| 16 ottobre 1955 5ª giornata | Padova | 2 – 1 | Genoa |  |

| 23 ottobre 1955 6ª giornata | Padova | 2 – 1 | Pro Patria |  |

| 30 ottobre 1955 7ª giornata | Novara | 3 – 0 | Padova |  |

| 6 novembre 1955 8ª giornata | Roma | 1 – 1 | Padova |  |

| 13 novembre 1955 9ª giornata | Padova | 4 – 0 | Triestina |  |

| 20 novembre 1955 10ª giornata | Sampdoria | 0 – 1 | Padova |  |

| 8 dicembre 1955 11ª giornata | Juventus | 3 – 0 | Padova |  |

| 25 dicembre 1955 12ª giornata | Padova | 3 – 1 | Bologna |  |

| 1º gennaio 1956 13ª giornata | Inter | 0 – 1 | Padova |  |

| 8 gennaio 1956 14ª giornata | Padova | 2 – 0 | Torino |  |

| 15 gennaio 1956 15ª giornata | SPAL | 2 – 0 | Padova |  |

| 22 gennaio 1956 16ª giornata | Padova | 5 – 1 | Atalanta |  |

| 29 gennaio 1956 17ª giornata | Napoli | 1 – 0 | Padova |  |

#### Girone di ritorno
| 12 febbraio 1956 18ª giornata | Lazio | 3 – 1 | Padova |  |

| 19 febbraio 1956 19ª giornata | Padova | 0 – 1 | Fiorentina |  |

| 26 febbraio 1956 20ª giornata | Milan | 4 – 1 | Padova |  |

| 4 marzo 1956 21ª giornata | Padova | 3 – 1 | Lanerossi Vicenza |  |

| 11 marzo 1956 22ª giornata | Genoa | 0 – 0 | Padova |  |

| 18 marzo 1956 23ª giornata | Pro Patria | 0 – 2 | Padova |  |

| 25 marzo 1956 24ª giornata | Padova | 2 – 1 | Novara |  |

| 1º aprile 1956 25ª giornata | Padova | 2 – 0 | Roma |  |

| 8 aprile 1956 26ª giornata | Triestina | 1 – 0 | Padova |  |

| 15 aprile 1956 27ª giornata | Padova | 1 – 3 | Sampdoria |  |

| 29 aprile 1956 28ª giornata | Padova | 1 – 1 | Juventus |  |

| 6 maggio 1956 29ª giornata | Bologna | 3 – 1 | Padova |  |

| 10 maggio 1956 30ª giornata | Padova | 1 – 0 | Inter |  |

| 13 maggio 1956 31ª giornata | Torino | 2 – 0 | Padova |  |

| 20 maggio 1956 32ª giornata | Padova | 0 – 0 | SPAL |  |

| 27 maggio 1956 33ª giornata | Atalanta | 0 – 2 | Padova |  |

| 3 giugno 1956 34ª giornata | Padova | 1 – 1 | Napoli |  |

## Statistiche

### Statistiche di squadra
| Competizione | Punti | In casa | In casa | In casa | In casa | In casa | In casa | In trasferta | In trasferta | In trasferta | In trasferta | In trasferta | In trasferta | Totale | Totale | Totale | Totale | Totale | Totale | DR |
| Competizione | Punti | G       | V       | N       | P       | Gf      | Gs      | G            | V            | N            | P            | Gf           | Gs           | G      | V      | N      | P      | Gf     | Gs     | DR |
| ------------ | ----- | ------- | ------- | ------- | ------- | ------- | ------- | ------------ | ------------ | ------------ | ------------ | ------------ | ------------ | ------ | ------ | ------ | ------ | ------ | ------ | -- |
| Serie A      | 34    | 17      | 10      | 3       | 4       | 31      | 19      | 17           | 4            | 3            | 10           | 10           | 24           | 34     | 14     | 6      | 14     | 41     | 43     | -2 |

### Statistiche dei giocatori
| Giocatore      | Serie A  | Serie A |
| Giocatore      | Presenze | Reti    |
| -------------- | -------- | ------- |
| G. Bolognesi   | 21       | -23     |
| G. Casari      | 13       | -20     |
| G. Azzini      | 32       | 0       |
| I. Blason      | 25       | 0       |
| A. Nicolè      | 1        | 0       |
| B. Sarti       | 3        | 0       |
| A. Scagnellato | 32       | 0       |
| G. Zanon       | 9        | 0       |
| C. Zorzin      | 13       | 1       |
| M. Agnoletto   | 22       | 1       |
| S. Chiumento   | 31       | 7       |
| F. Mori        | 23       | 1       |
| S. Moro        | 27       | 3       |
| S. Pison       | 30       | 3       |
| A. Seffusatti  | 2        | 0       |
| A. Bonistalli  | 30       | 12      |
| N. Guarini     | 1        | 0       |
| B. Novello     | 5        | 2       |
| J. Parodi      | 19       | 3       |
| S. Smersy      | 2        | 1       |
| G. Stivanello  | 33       | 6       |